# Тинокор чилійський
Тинокор чилійський (Thinocorus rumicivorus) — вид сивкоподібних птахів родини тинокорових (Thinocoridae).

## Поширення
Вид поширений в Південній Америці. Гніздиться в Перу, Болівії, Чилі та Аргентині. Як залітний вид трапляється в Еквадорі, Бразилії, Уругваї та на Фолклендських островах.

## Спосіб життя
Вид мешкає у гірських степах та луках альтіплано. Живиться рослинною їжею: насінням, ягодами, бруньками тощо.